# Gale Ridge
Gale Ridge är en bergstopp i Antarktis. Den ligger i Västantarktis. Argentina, Chile och Storbritannien gör anspråk på området. Toppen på Gale Ridge är 903 meter över havet.
Terrängen runt Gale Ridge är kuperad åt sydväst, men åt nordost är den platt. Trakten är obefolkad. Det finns inga samhällen i närheten.